# Alexander Schallenberg
Alexander Schallenberg (født 20. juni 1969) er en østrigsk diplomat og politiker som har været  Østrigs udenrigsminister siden 6. december 2021. Han var Østrigs kansler fra oktober til december 2021. Før da var han var også udenrigsminister fra 2019 til 2021. Schallenberg repræsenterer partiet Österreichische Volkspartei (ÖVP).

## Liv
Schallenberg voksede op i Indien, Spanien og Paris, fordi hans far var ambassadør.
Fra 1989 til 1994 studerede han jura i Wien og derefter i Paris.
Han har arbejdet i Udenrigsministeriet siden 1997 og er professionel diplomat.
Brigitte Bierlein meddelte den 30. maj 2019, at Schallenberg vil være Østrigs udenrigsminister fra juli til det østrigske parlamentsvalg.
Efter Sebastian Kurz trak sig som kansler den 9. oktober 2021 aflagde Schallenberg embedsed den 11. oktober som forbundskansler.

## Publikationer
- 1999: Die EU-Präsidentschaft Österreichs: eine umfassende Analyse und Dokumentation des zweiten Halbjahres 1998, Christoph Thun-Hohensteinnal, Manz-Verlag, Wien 1999, ISBN 978-3-214-01939-6